# Hyssura bacescui
Hyssura bacescui is een pissebed uit de familie Hyssuridae. De wetenschappelijke naam van de soort is voor het eerst geldig gepubliceerd in 1982 door George & Negoescu-Vladescu.